# Golfbaan Crimpenerhout
Golfbaan Crimpenerhout is een golfbaan gelegen in Krimpen aan de Lek, Nederland.
De baan is aangelegd/verbeterd door de Belgische golfbaanarchitect Bruno Steensels, waarbij hij met het bestaande landschap rekening moest houden. De baan is in 2008 geopend.
De baan bestaat uit één par 5-hole, vier par 4-holes en vier par 3-holes.